# Microrregión de Ubá
La microrregión de Ubá es una de las  microrregiones del estado brasileño de Minas Gerais perteneciente a la mesorregión  Zona del Bosque. Su población fue estimada en 2006 por el IBGE en 264.265 habitantes y está dividida en diecisiete municipios. Posee un área total de 3.593,648 km².

## Municipios
- Astolfo Dutra
- Divinésia
- Dores do Turvo
- Guarani
- Guidoval
- Guiricema
- Mercês
- Piraúba
- Rio Pomba
- Rodeiro
- São Geraldo
- Senador Firmino
- Silveirânia
- Tabuleiro
- Tocantins
- Ubá
- Visconde do Rio Branco

- Datos: Q2166118